# Tripuhyita
La tripuhyita és un mineral de la classe dels òxids, que pertany al grup del rútil. Rep el nom de la mina Tripuí (Tripuhy), al Brasil, on va ser descoberta.

## Característiques
La tripuhyita és un òxid de fórmula química Fe3+Sb5+O₄. Cristal·litza en el sistema tetragonal. La seva duresa a l'escala de Mohs oscil·la entre 6 i 6,5.
Segons la classificació de Nickel-Strunz, la tripuhyita pertany a «04.DB - Metall:Oxigen = 1:2 i similars, amb cations de mida mitjana; cadenes que comparteixen costats d'octàedres» juntament amb els següents minerals: argutita, cassiterita, plattnerita, pirolusita, rútil, tugarinovita, varlamoffita, byströmita, tapiolita-(Fe), tapiolita-(Mn), ordoñezita, akhtenskita, nsutita, paramontroseïta, ramsdel·lita, scrutinyita, ishikawaïta, ixiolita, samarskita-(Y), srilankita, itriocolumbita-(Y), calciosamarskita, samarskita-(Yb), ferberita, hübnerita, sanmartinita, krasnoselskita, heftetjernita, huanzalaïta, columbita-(Fe), tantalita-(Fe), columbita-(Mn), tantalita-(Mn), columbita-(Mg), qitianlingita, magnocolumbita, tantalita-(Mg), ferrowodginita, litiotantita, litiowodginita, titanowodginita, wodginita, ferrotitanowodginita, wolframowodginita, tivanita, carmichaelita, alumotantita i biehlita.

## Formació i jaciments
Va ser descoberta a les darreries del segle xix a la mina Tripuí, al districte principal d'Ouro Preto, a Minas Gerais, Brasil. Tot i no tractar-se d'una espècie gens abundant, ha estat descrita a tots els continents del planeta tret de l'Antàrtida.